# 玄室

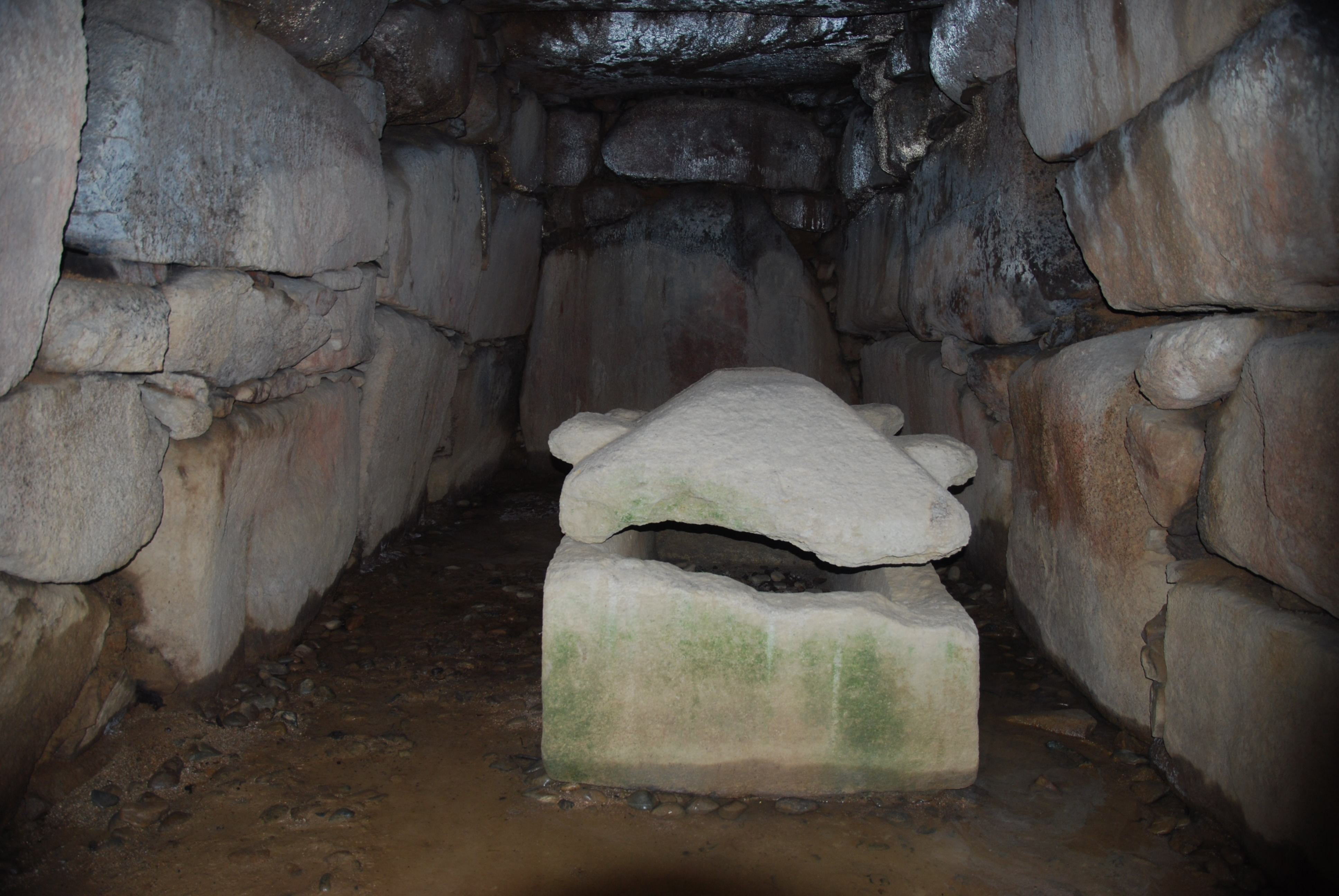
こうもり塚古墳（岡山県総社市）の玄室内部

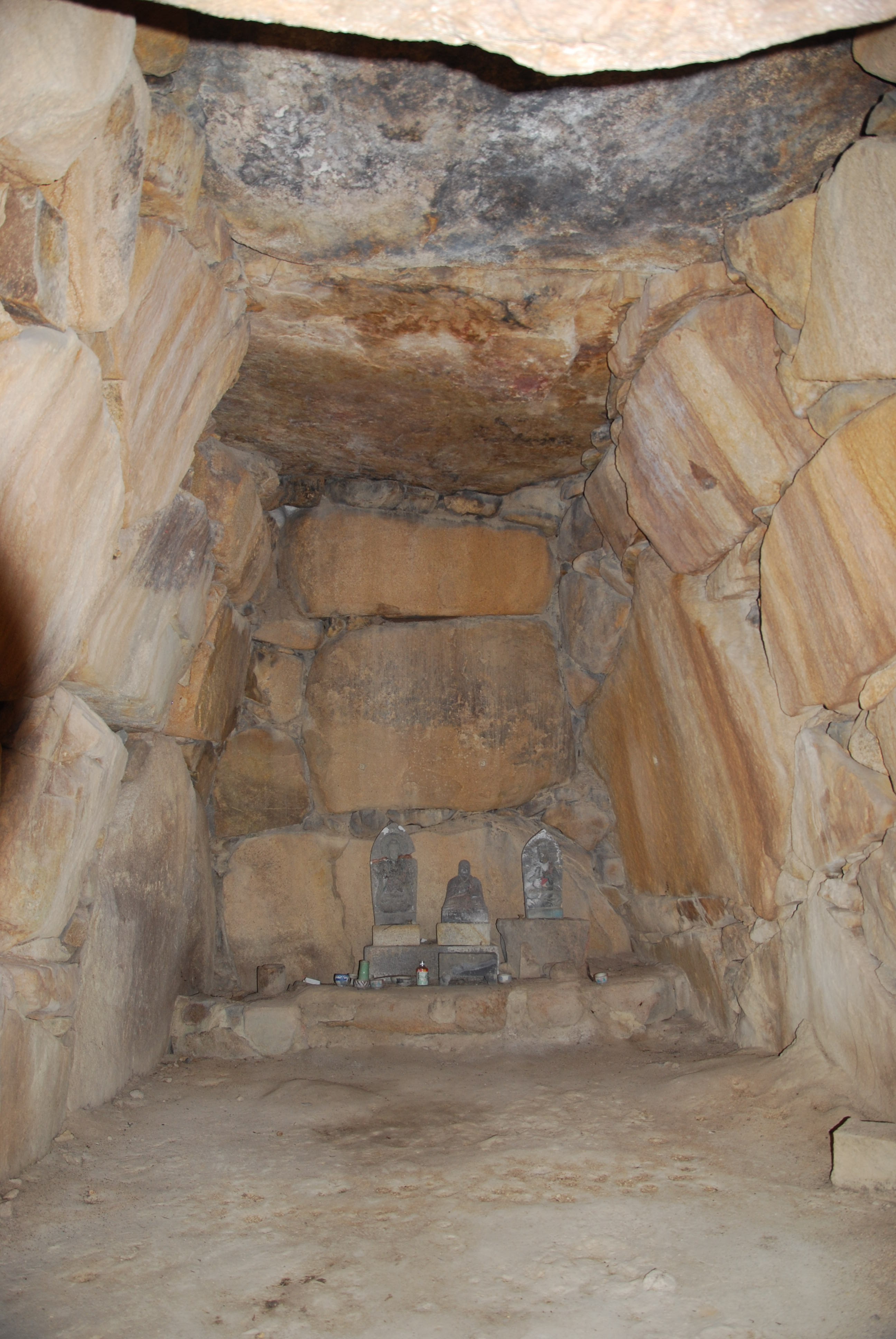
沢田大塚古墳の玄室内部

玄室（げんしつ）とは、横穴式石室や横穴の死者を埋葬する墓室をいう。

## 概要
玄室とは本来「暗い部屋」を意味していたが、古代中国で地下に構築した墓室を玄室と呼んだことにならい、横穴式石室や横穴の呼称として用いられた。『日本書紀』欽明天皇16年2月条に「玄室（くらきや）に安みせむとは。」とみえる。
玄室と羨道の境が羨門（せんもん）である。連続した二つの石室をもつ横穴式石室では、奥の石室を後室または奥室と呼び、入り口側の石室を前室と呼ぶ。

玄室の平面形は長方形・正方形・隅丸正方形・三味線胴張形・円形などである。

壁の多くは持ち送り工法を用いる例が多いが、石材を削り出す方法もみられる。

この玄室の中に各種の石棺や棺台、区切りのための石障、石屋形（いしやがた）が設けられる。
高松塚古墳やキトラ古墳のように装飾古墳と呼ばれる古墳で描かれる絵の多くは、玄室の壁である。四方に四神を描いたものもある。